# 克魯吉 (維什戈羅德區)
50°51′5″N 30°18′37″E / 50.85139°N 30.31028°E
克魯希（烏克蘭語：Круги）是位於烏克蘭北部的村莊，由基辅州维什霍罗德区的季梅爾市鎮負責管轄。該村始建於1920年，面積0.6平方公里，海拔高度112米，2001年人口64，人口密度每平方公里106.7人。